# Humňany
Humňany jsou vesnice, součást obce Ražice v okrese Písek v Jihočeském kraji. Nacházejí se asi 2,5 kilometru jihovýchodně od Ražic. Prochází tudy cyklotrasa č. 1073 vedoucí z Ražic do Vodňan a červená. turistická stezka ze Skočického vrchu do Písku. Humňany leží v katastrálním území Štětice o rozloze 5,83 km².
U vsi se nachází bývalý Schwarzenberský statek, který je dnes součástí Zemského hřebčince v Písku. V okolí je řada rybníků, z nichž jeden nese jméno Humňanský.